# 雛鳳鳴劇團
雛鳳鳴劇團是一個香港的粵劇演出團體，被認為是七十年代至九十年代初的粵劇班霸。劇團於1963年由名伶任劍輝及白雪仙所創立。成員主要包括龍劍笙、朱劍丹 （页面存档备份，存于）、蓋劍奎、江雪鷺、梅雪詩、言雪芬、謝雪心及方雪羽等。雛鳳鳴於1964年3月6日在利舞台首演，1969年演出第一套全本戲，在舞台演出多於二十多年，直至1992年因主帥龍劍笙移民解散；於2004至2007年，雛鳳鳴再現舞台，以龍劍笙移民前的班底(龍劍笙、梅雪詩、任冰兒、阮兆輝、尤聲普)及小生(彭熾權)、廖國森演出《西樓錯夢》及《帝女花》，合共78場。

## 經歷
任劍輝、白雪仙（任白）的仙鳳鳴劇團於1960年公開招考青年女演員，投考的一千二百個少女中，選取了22人。經過了8個月的訓練，她們在《白蛇新傳》首次演出。訓練期間，任白邀請京劇名家張淑嫻、孫養農夫人，名導演王鏗、朱毅剛老師、名音樂家等專家分別教授。由任白教導身段台步，唱曲對白，武打方面則由班中龍虎武師梁少松（人稱「筋斗王」）指導。舞蹈方面則由吳世勛師傅負責教授。
《白蛇新傳》演完四十多場便散班，散班之後，任劍輝、白雪仙從22名新演員中，再甄選12人加以訓練，該12人包括：李菩生（龍劍笙）、黎筱齊（謝雪心）、李潔梅（蕭劍纓）、鍾蓀妮（芳雪羽）、潘燕珠（呂雪茵）、何笑平（蘇雪詠）、何惠芬（朱雪璣）、湯明慧（江雪鷺）、廖國馨（言雪芬）、朱桂珍（朱劍丹）、余志麗（蓋劍奎）、馮麗雯（梅雪詩）。她們由1963年一直由任白、李居安等等指導再深造到1964年，任劍輝、白雪仙等認為她們的唱做工夫，已是中規中矩，於是替她們起了「雛鳳鳴劇團」，在港參與演出。
1963年，任劍輝與白雪仙籌組「雛鳳鳴劇團」，雛鳳鳴首屆的成員包括：陳寶珠（文武生）、李居安（正印花旦）、梁醒波（丑生）、靚次伯（武生）及十名由《白蛇新傳》中甄選的新學員，劇團於1964年3月6日在利舞台作首演。
1964-65年間，雛鳳鳴劇團試演折子戲，以AB制方式由陳寶珠及龍劍笙擔任文武生，台灣藝專京劇班高材生李居安擔任正印花旦，梁醒波任丑生，靚次伯任武生，其他小生、幫花、三幫等角色由梅雪詩、蘇雪詠、蓋劍奎、方雪羽、江雪鷺、蕭劍纓、謝雪心、朱劍丹等新人擔任。
1965年年底，陳寶珠及李居安雙雙退出雛鳳鳴劇團。1965年至1969年，雛鳳鳴劇團暫別舞台約三年多。1969年之後的演出，文武生由龍劍笙擔任，江雪鷺及梅雪詩則擔任雙花旦。70年代後期至92年雛鳳散班，生旦為龍劍笙及梅雪詩，二幫及淨丑隨年月更替。
1970年，芳雪羽結婚離隊。1972年5月19日，蓋劍奎出嫁。
1976年11月5日，雛鳳鳴的龍劍笙、梅雪詩、江雪鷺、朱劍丹、言雪芬在星馬登台三個多月，期間傳出梅雪詩與江雪鷺不和。回香港後，江雪鷺突然退出雛鳳鳴劇團，江在《紫釵記》中「浣紗」的二幫花旦角色臨時由尹飛燕代替。江雪鷺於1978年復出，加入林家聲的「頌新聲」劇團，擔綱正印花旦。
1976年11月之後，雛鳳鳴劇團的主要演員，除了丑生（梁醒波）及武生（靚次伯）外，主要剩下龍劍笙、梅雪詩、朱劍丹、言雪芬「四鳳」。
1981年2月12日，一直在雛鳳鳴擔任丑生的梁醒波病逝，享年72歲。之後劇團的丑生一般由朱秀英反串擔綱。
1989年，長期在劇團擔任武生的靚次伯宣佈因健康問題退休，並於1992年2月逝世。
1992年3月10日，龍劍笙在沙田大會堂演出《蝶影紅梨記》後，宣佈退出舞台移民加拿大，雛鳳鳴劇團於同年解散。

## 成員
以下是雛鳳鳴劇團的主要成員，以及他/她們退出的日期及影響：
| 姓名   | 角色     | 退出日期（原因）   | 退出後的影響                               |
| ------ | -------- | ------------------ | ------------------------------------------ |
| 陳寶珠 | 文武生   | 1965年11月         | 劇團暫停三年，之後龍劍笙獨當文武生         |
| 龍劍笙 | 文武生   | 1992年3月（移民）  | 雛鳳鳴劇團解散                             |
| 李居安 | 正印花旦 | 1965年11月         | 劇團暫停三年，之後梅雪詩及江雪鷺成為雙花旦 |
| 梅雪詩 | 正印花旦 |                    |                                            |
| 江雪鷺 | 正印花旦 | 1976年11月（不和） | 梅雪詩獨當正印花旦                         |
| 梁醒波 | 丑生     | 1981年2月（病逝）  | 朱秀英反串當丑生                           |
| 靚次伯 | 武生     | 1989年（退休）     |                                            |
| 芳雪羽 | 旦       | 1970年（結婚）     |                                            |
| 蓋劍奎 | 生       | 1972年5月（結婚）  |                                            |
| 朱劍丹 | 生       | 1988年             |                                            |
| 言雪芬 | 旦       | 1988年             |                                            |
| 謝雪心 | 生、旦   | 1970年代初（結婚） |                                            |

## 大事紀
1960年
- 參加「白蛇新傳」招考舞蹈藝員面試及接受訓練。

1961年
- 參加「仙鳳鳴劇團」為華僑報救童助學籌款，試演「白蛇新傳」舞蹈。
- 正式成為仙鳳鳴歌舞組，參加「白蛇新傳」舞蹈演出。

1963年
- 劇團於3月6日在利舞台作首演，雛鳳鳴首屆的成員包括：陳寶珠（文武生）、李居安（正印花旦）、梁醒波（丑生）、靚次伯（武生）及十名由《白蛇新傳》中甄選的新學員[8][5]。

1964年
- 為華僑日報籌款義演折子戲「碧血丹心」和「紅樓夢之幻覺離恨天」。

1965年
- 以「雛鳳鳴劇團」名義演出折子戲「紅樓夢之幻覺離恨天」、「碧血丹心」、「辭郎洲」之「送別」和「賜袍」。

1969年
- 劇團第一次以全本粵劇演出「辭郎洲」，龍劍笙正式擔正文武生。

1970年
- 易名為「鳳和鳴劇團」於太平戲院和佐敦道戲棚演出的「辭郎洲」。

1972年
- 重新以「雛鳳鳴劇團」於利舞台及新舞台演出15天全新戲目「英烈劍中劍」。
- 龍劍笙拍南紅組「新鳳鳴劇團」往越南演出，大受歡迎。

1973年
- 劇團正式接演神功戲，首台在鴨利洲演出。

1974年
- 劇團首次演出賀歲劇及首次接拍電影「三笑姻緣」

1975年
- 電影「三笑姻緣」首映
- 劇團首次遠征星馬，非常成功。
- 劇團假碧麗宮為公益金籌款義演「西樓錯夢」

1976年
- 電影「帝女花」首映
- 劇團為筲箕灣愛秩序灣火災籌款義唱「帝女花」之「香夭」
- 劇團為愉園體育會籌款義唱「辭郎洲」之「送別」
- 劇團為商業電台義唱「英烈劍中劍」之「送別」
- 劇團於利舞台為保良局籌款義演「紫釵記」
- 劇團兩次征星馬，非常成功

1977年
- 電影「紫釵記」開鏡首映
- 劇團演賀歲戲走遍港九新界， 非常受主會歡迎
- 推出賀歲新戲「九天玄女」
- 仁濟義演成功，「帝女花」掌聲如雷
- 7月遠征美國巡迴演出，獲觀眾好評。
- 雛鳳鳴重演「英烈劍中劍」
- 保良局百週年籌款義演「帝女花」
- 首演「再世紅梅記」，利舞台座無虛設，盛況空前。

1978年
- 推出新劇「驊騮配」
- 劇團首次赴美加演出成功，返港時引起機場騷動。
- 為保良局百周年籌款義演「牡丹亭驚夢」及「再世紅梅記」
- 參與「荃灣藝術節」推廣粵劇。
- 八和紅伶大會串義演「六國大封相」及「九天玄女」尾場
- 麗的電視邀演劇集「李後主」，傳開價三百萬。

1979年
- 演出新春劇「跨鳳乘龍」， 大專會堂預售票大排長龍
- 蘇屋村戲棚突下陷，演出被迫腰斬
- 澳門永樂戲院演出五天
- 為愉園周年紀念演出「再世紅梅記」，門票一早沽清。
- 參與省港紅伶粵曲唱腔欣賞會，演唱「幻覺離恨天」
- 傳方逸華及楚原邀請雛鳳加盟邵氏，開拍「西樓錯夢」，亦傳李鐵擬開拍「牡丹亭驚夢」。

1980年
- 開始參與一年一度的歡樂滿東華籌款演出。
- 梁醒波久休復出，為雛鳳演出賀歲劇「穿金寶扇」。
- 往澳門永樂戲院演出六天
- 省港紅伶大會串演出「幻覺離恨天」
- 為歡樂今宵電視劇主題曲大展作頒獎嘉賓

1981年
- 賀歲新戲「柳毅傳書」
- 梁醒波於浸會醫院病逝
- 首張唱片「洞庭十送」面世
- 1976年的「帝女花」重映，票房收入過百萬
- 第三次赴星加坡演出
- 為沙田文藝雙週，於大圍演出七天
- 為博愛醫院籌款於大會堂義演「紫釵記」

1982年
- 挑選八和粵劇學生參入劇團，重演「辭郎洲」。
- 赴澳門永樂戲院演出六天
- 出席金唱片頒獎禮「洞庭十送」
- 應商台的邀請，在大專會堂為繞樑三日慈善晚會演出「紫釵記」，全場爆滿
- 出席商台主辦繞樑三日善款捐贈紅十字會學校的儀式
- 新戲「李後主」廿場全台爆滿
- 「帝女花」電影再度重映兩天
- 為觀塘藝術節演出五天，全台爆滿
- 為元朗文藝協會於元朗聿修堂義演「帝女花」和「再世紅梅記」
- 獲邀往賭城拉斯維加斯演出，雛鳳鳴凱旋返港

1983年
- 出席電影文化中心座談會， 太空館再重映兩場電影「帝女花」
- 為港台十大中文金曲作頒獎嘉賓
- 推出新劇「俏潘安」及「紅樓夢」各20場，成績斐然。
- 赴澳門永樂戲院演出七天
- 為亞洲藝術節首次於紅磡體育館演出
- 演完五十八天台期之後舉行聯歡聚會
- 省港紅伶大會串， 雛鳳壓軸演唱「李後主」之「去國歸降」
- 黃霑擬投資45萬邀請灌錄「唐詩宋詞」唱片
- 邵氏楚原再邀雛鳳拍攝粵劇電影

1984年
- 南鳳，陳嘉鳴參加演出「紅樓夢」
- 楚原透露計劃開拍「牡丹亭驚夢」
- 參演第六屆荃灣藝術節， 港督尤德夫人觀看並探班。
- 歡樂今宵「戲台上下」談雛鳳
- 雛鳳全團四十五人遠征美加，揚威紐約，市長頒獎章，載譽榮歸。
- 為第九屆亞洲藝術節演出
- 多次義演不能盡錄

1985年
- 推出賀歲新劇「白兔會」
- 往澳門演出五日六場
- 赴澳洲演出，百多戲迷送機，凱旋返港
- 邵氏邀雛鳳鳴拍戲，擬因版權問題未能成事
- 為商台「繞樑三日」演出「李後主」
- 推出新劇「蝶影紅梨記」，於利舞台響鑼連滿二十八場

1986年
- 推出新劇「烽火姻緣」
- 為「新春行動-敬老表溫情」表演粵劇
- 為港台錄賀年特備節目
- 為東區康樂體育促進會假香港大會堂音樂廳演出「牡丹亭驚夢」
- 往澳門演出 (十三至十八日)
- 應市政局邀請，演出六日七場

1987年
- 賀歲演出演出四十日，共四十七場，票房延遲至凌晨四時收工。
- 推出「花開錦繡賀元宵」及「賴婚」2套新劇。
- 首演「三年一哭二郎橋」，新光公演十日十二場。
- 為深水文藝協會於大專會堂演出「紫釵記」
- 為海外李氏宗親總會於海城演出兩晚，劇目為「紫釵記」、「蝶影紅梨記」
- 為保良局籌款，演出「獅吼記」
- 為葵青節在荃灣大會堂演出兩晚，最後一晚為「李後主」
- 宣佈雛鳳鳴有限公司於六月一日成立

1988年
- 賀歲演出二十八場。
- 應邀在灣仔伊館演出。
- 雛鳳鳴重組，朱劍丹，言雪芬離團，十一月份在新界巡迴演出。

1989年
- 推出賀歲新劇「游龍戲鳳」及「重續金陵未了緣」。
- 擔任商台叱吒風雲樂壇流行音樂之頒獎嘉賓
- 全年演出逾百場，澳門演出神功戲。
- 參與民主歌聲獻中華。
- 參與文化中心開幕演出。
- 任劍輝女士辭世。
- 楚原有意邀雛鳳鳴拍 「蝶影紅梨記」。
- 「唐滌生回顧」於大會堂公演，座無虛席，企位也搶購一空。

1990年
- 劇團演出超一百場。
- 處理唐滌生遺作版權問題。
- TVB舉辦雛鳳戲寶模仿大賽，演出 「俏潘安」之「洞房」。
- 四月文化中心演出，門票一日售清創記錄。
- 港台主辦任姐名曲卡拉OK大賽。
- 推出「笙歌雪舞」畫冊。
- 劇團於大埔為太平清醮演神功戲。
- 推出唱片「俏潘安」及「笙歌雪舞」畫冊。

1991年
- 推出新碟 「李後主」，「俏潘安」 獲頒金唱片。
- 出席第十三屆十大中文金曲頒獎典禮。
- 出席90年度無線十大勁歌金曲頒獎典禮。
- 華東水災籌款之夜，獻唱 「紫釵記」之「拾釵」。
- 劇團於大會堂及新光戲院連演二十四場，
- 忘我大匯演，義唱 「帝女花」 之「香夭」。
- 大會堂及新光戲院連演二十四場。
- 粉嶺上演神功戲， 戲迷熱情， 戲棚險塌。

1992年
- 賀歲演出三十場。
- 靚次伯宣告退休，同年逝世。
- 推出新劇「六月雪」 及 「多情燕子歸」。
- 沙田大會堂最後一晚演出「蝶影紅梨記」，雛鳳解散，龍劍笙移民。

1998年
- 代領港台「金曲廿載榮譽大獎」

1999年
- 代領港台世紀十大金曲獎(香夭)
- 出席無線任姐逝世十週年紀念特輯

2004-2005年
- 任姐逝世十五周年紀念演出
- 為新光義演上表
- 西樓錯夢 (任白基金公司主辦)

2006-2007年
- 帝女花 (任白基金公司主辦)

2011年
- 龍情詩意半世紀 (新娛國際邀請演出)

## 電影

### 三笑姻緣
《三笑姻緣》在1975年拍成粵劇電影。1975年2月8日公映。這是雛鳳鳴劇團的首部電影。
演員表：
- 龍劍笙（飾演）唐伯虎
- 梅雪詩（飾演）秋香
- 朱劍丹（飾演）周文彬
- 言雪芬（飾演）春香
- 靚次伯（飾演）華太師
- 梁醒波（飾演）華文
- 譚炳文（飾演）華武
- 梁　天（飾演）祝枝山
- 胡　楓（飾演）文徵明
- 李香琴（飾演）二少奶
- 沈殿霞（飾演）石榴

### 帝女花
《帝女花》在1976年第二度拍成粵劇電影，由嘉禾電影公司出品，吳宇森執導，顧家輝編曲。1976年1月30日公映。
演員表：
- 龍劍笙（飾演）周世顯
- 梅雪詩（飾演）長平公主
- 朱劍丹（飾演）周寶倫
- 江雪鷺（飾演）周瑞蘭
- 言雪芬（飾演）周皇后
- 靚次伯（飾演）崇禎、清帝
- 梁醒波（飾演）周鍾

### 紫釵記
《紫釵記》在1977年第二度拍成粵劇電影，由金鳳出品，李鐵執導，唐滌生編劇。1977年2月18日公映。由於江雪鷺於1976年11月突然退出劇團，「浣紗」角色改由尹飛燕代替。
演員表：
- 龍劍笙（飾演）李益
- 梅雪詩（飾演）霍小玉
- 朱劍丹（飾演）夏卿
- 尹飛燕（飾演）浣紗
- 言雪芬（飾演）鄭六娘
- 靚次伯（飾演）盧太尉
- 梁醒波（飾演）崔允明、黃衫客
- 李　鳳（飾演）盧燕貞
- 朱少玻（飾演）王哨兒

## 備註
1. ↑  朱劍丹:『初時居安師姐提議要蓋劍奎這個名，但覺得這個名太威風，不太適合，就改劍丹，但係個姓也想了很久，終於仙姐也選番我自己的姓。』長期擔任「雛鳳鳴劇團」的小生，熱心戲曲教學，於「韻文粵劇學苑」、「沙田查篤撐兒童粵劇班」及「唐氏綜合症協會粵劇團」教授粵劇。
2. ↑  江雪鷺是以「雛鳳鳴劇團」六、七十年代開山戲《辭郎州》和《英烈劍中劍》著名的刀馬旦，《戲曲之旅》。第109期 34-37頁、第110期 32-33頁、第111期 28-31頁、第112期 34-37頁、第115期 23頁、第116期 30-31頁、第125期  28-29頁。淡出舞台多時，身懷優質演藝細胞的江雪鷺。 江雪鷺 的新搞作 2006年《戲曲之旅》第50期第16至17頁 文武全才江雪鷺，《戲曲之旅》第134期 106-109頁
3. ↑  該22人為：李菩生、黎筱齊、李潔梅、鍾蓀妮、潘燕珠、何笑平、何惠芬、湯明慧、廖國馨、朱桂珍、余志麗、馮麗雯、劉慧、魏瑪利、李雲嫦、黃芝蘭、郭燕玲、盧雁英、劉詠琴、陳碧麗、陳杏嬡和馮婉儀。
4. ↑  六、七十年代著名刀馬旦李居安是台灣國立藝專京劇班高材生，返港指導雛鳳們練功，參與 《碧血丹心》、《辭郎州》折子戲演出，以功架紮實著稱。 2006年《戲曲之旅》第53期 花居冠、凌安僖、徐月明。李老師是雛鳳成員，與仙姐曾有師徒之誼，但想不到老師竟與仙姐生誤，自離開雛鳳後彼此已不再往來。花居冠 尋夢不願醒 2006年《戲曲之旅》第50期第14至15頁

## 外部連結
- 雛鳳鳴劇團
- 區文鳳, 鄭燕虹(1999)編，香港當代粵劇人名錄，中大音樂系
- 王勝泉, 張文珊(2011)編，香港當代粵劇人名錄，中大音樂系
- 關於牛車水人民劇場基金 （页面存档备份，存于）里程碑:1975年4月至6月，香港紅極一時的雛鳳鳴粵劇團在劇場創下演出66天77場戲的記錄。期間，牛車水人民劇場基金在5月成立。照片是《英烈劍中劍》第六場 - 〈海戰〉中的孟奎及龍虎武師